# Yampupata-Halbinsel
Koordinaten: 16° 4′ 45″ S, 69° 6′ 24″ W

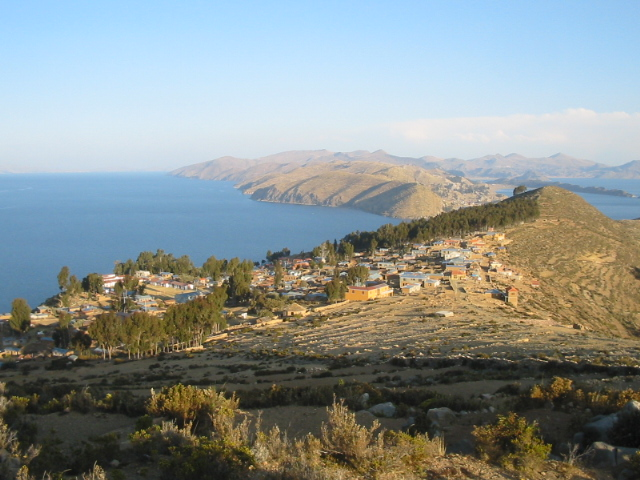
Blick von der Isla del Sol (Vordergrund) auf die Yampupata-Halbinsel
(Hintergrund)

Straße von Yampupata zwischen der Isla del Sol und der Yampupata-Halbinsel im Titicaca-See

Yampupata ist eine Halbinsel im bolivianischen Teil des Titicacasees.
Die Yampupata-Halbinsel liegt im nordwestlichen Teil der Copacabana-Halbinsel im Departamento La Paz. Verwaltungstechnisch gehört sie zur Provinz Manco Kapac, dem Municipio Copacabana und dem Kanton Zampaya. 975 Meter nordwestlich der Yampupata-Halbinsel liegen die beiden Inseln Isla de la Luna und Isla del Sol; zwischen der letztgenannten und der Halbinsel verläuft die Seeenge Straße von Yampupata. 
Die Halbinsel hat eine Breite von etwa 3 km und eine Länge von rund 10 km. Der Höhenrücken von Yampupata erhebt sich mit einer Höhe von 4026 m um etwa 200 m über den Wasserspiegel des Titicacasees. Größere Ortschaften auf der Halbinsel sind Yampupata an der Nordwestspitze der Halbinsel mit 279 Einwohnern (Volkszählung 2001) und Zampaya auf dem Höhenrücken von Yampupata. 